# Wistron
Wistron Corporation (zkráceně Wistron), je tchajwanská technologická mezinárodní korporace. V roce 2000 se odštěpila od firmy Acer. Hlavní činností společnosti je navrhování, výroba a poprodejní podpora notebooků, stolních počítačů, serverů a úložných systémů, informačních zařízení, přenosných zařízení, síťových a komunikačních produktů.
Předsedou představenstva je Simon Lin, místopředseda Robert Huang, prezident a CEO Jeff Lin.
Akcie Wistron Corporation jsou veřejně obchodovatelné na tchajwanské burze.

## Wistron InfoComm (Czech), s.r.o.
V roce 2007 byla založena evropská pobočka se sídlem v Brně. Její hlavní činností je výroba serverů a racků do datových center. V současné době v Brně zaměstnává přes 600 lidí.

## Pobočky
Wistron má celkem 25 poboček po celém světě.
| Amerika       |                                                                            |
| ------------- | -------------------------------------------------------------------------- |
| Mexico City   | Servisní centrum                                                           |
| Ciudad Juárez | Výrobní centrum                                                            |
| Sao Paulo     | Servisní centrum                                                           |
| San José      | Centrum výzkumu a vývoje                                                   |
| Dallas        | Servisní centrum                                                           |
| McKinney      | Výrobní centrum                                                            |
| Evropa        |                                                                            |
| Brno          | Výrobní a servisní centrum                                                 |
| Istanbul      | Servisní centrum                                                           |
| Asie          |                                                                            |
| Port Klang    | Výrobní centrum                                                            |
| Tỉnh Hà Nam   | Výrobní centrum                                                            |
| Hsinchu       | Globální výrobní a servisní centrum, GMP certifikovaná výroba              |
| Taipei        | Hlavní sídlo společnosti, globální centrum výzkumu a vývoje                |
| Kaohsiung     | Výrobní centrum, centrum výzkumu a vývoje                                  |
| Bengalúr      | Výrobní centrum, servisní centrum                                          |
| Kunshan       | Výrobní a servisní centrum, technologický kampus, centrum výzkumu a vývoje |
| Zhongshan     | Výrobní centrum, technologický kampus, centrum výzkumu a vývoje            |
| Chongqing     | Výrobní centrum, centrum výzkumu a vývoje and GMP certifikovaná výroba     |
| Šanghaj       | Centrum výzkumu a vývoje                                                   |
| Chengdu       | Výrobní centrum, centrum výzkumu a vývoje                                  |
| Taizhou       | Výrobní centrum                                                            |
| Wuhan         | Centrum výzkumu a vývoje                                                   |
| Subic Bay     | Centrum technické podpory, servisní centrum                                |
| Čiba          | Servisní centrum                                                           |
| Hongkong      | Servisní centrum                                                           |
| Singapur      | Servisní centrum                                                           |